# Yunquera de Henares
Yunquera de Henares – gmina w Hiszpanii, w prowincji Guadalajara, w Kastylii-La Mancha, o powierzchni 31,22 km². W 2011 roku gmina liczyła 3728 mieszkańców.